# Phacellus fulguratus
Phacellus fulguratus là một loài bọ cánh cứng trong họ Cerambycidae.